# 園池公毅
園池 公毅（そのいけ きんたけ、1961年3月9日 - ）は、早稲田大学教育・総合科学学術院教授。理学博士（東京大学、1988年）。専門は植物生理学、とくに光合成。ウェブサイト『光合成の森』などを通じて、一般向けの光合成の情報発信をする。応用物理学者・園池実覧の長男。1990年代前半には清子内親王の結婚候補者の一人に名が挙がっていた。

## 略歴
- 1961年（昭和36年）3月9日 東京都生まれ[1]
- 1983年3月 東京大学教養学部基礎科学科 卒業[1]
- 1985年3月 東京大学大学院理学系研究科相関理化学専攻修士課程 修了[1]
- 1988年3月 東京大学大学院理学系研究科博士課程 修了[1]
- 1989年4月 - 1990年03月 理化学研究所太陽光エネルギーグループ特別研究生[1]
- 1990年4月 - 1999年03月 東京大学理学部助手[1]
- 1999年4月 - 2009年09月 東京大学新領域創成科学研究科准教授[1]
- 2009年9月 -  早稲田大学教育・総合科学学術院教授[1]

また、1983年7月から、宮内庁 式部職 嘱託。和歌の披講や装束の衣紋といった伝統文化の継承にも携わり、歌会始の儀の披講所役を約40年にわたって務めている。息子の園池実方は歌会始講師。
妻の日原由香子（園池由香子）は生物学者で埼玉大学大学院教授。

## 著作

### 代表的な書籍
- 園池公毅 (2008) 光合成とはなにか、講談社ブルーバックス
- 園池公毅 (2012) トコトンやさしい光合成の本、日刊工業新聞社
- 園池公毅 (2016) 植物の形には意味がある、ベレ出版
- 八杉貞雄、園池公毅、和田洋監訳 (2020)モリス生物学　生命のしくみ、東京化学同人

すべての著作は光合成の森「研究業績」で掲載されている。

## 『光合成の森』
光合成の一般向け情報発信ウェブサイト。1997年5月、当時助手だった園池公毅が、研究室のホームページの一角に研究紹介サイトとして立ち上げたことに始まる。2002年7月、講習会用に作成したクロロフィル蛍光測定方法に関するオンライン教科書を公開。同年11月に光合成公開実験に関する情報を、翌年5月に光合成質問箱を掲載。2007年8月、クロロフィル蛍光のデータベース（Fluorome）を掲載するとともに、『光合成の森』としてリニューアルした。
『光合成の森』には、一般に向けた光合成に関する基本的事項の解説、簡単な光合成実験の紹介、光合成に関する質問を受け付ける光合成質問箱の設置により、サイエンスの面白さを一般向けに発信する。また、植物、光合成を研究する大学生や大学院生、研究員などに向けて、光合成の研究室の紹介、研究室の実験装置に関する解説、操作マニュアル、クロロフィル蛍光による変異体解析のデータベース（Fluorome）なども掲載し、多くの学生や研究員に重宝されている。さらに、大学の講義に関するフィードバックを掲載することでサイエンスの学び方を示すとともに、人となりをもうかがわせるエッセイも公開している。

## 文献
1. 1 2 3 4 5 6 7 8 9 10 11  “研究者詳細 - 園池　公毅”. w-rdb.waseda.jp. 2024年3月20日閲覧。
2. ↑  https://cyzowoman.jp/2023/12/post_459050_1.html
3. 1 2 3 4  “光合成の森”. www.photosynthesis.jp. 2024年3月20日閲覧。